# Aurel Croissant
Aurel Croissant (* 3. Oktober 1969) ist W3-Professor für Politikwissenschaft am Institut für Politische Wissenschaft der Ruprecht-Karls-Universität Heidelberg.

## Ausbildung
Aurel Croissant schloss 1996 sein Magisterstudium in Politikwissenschaft, Soziologie und Öffentliches Recht  an der Johannes Gutenberg-Universität Mainz ab. An dieser Universität wurde er 2001 im Fach Politikwissenschaft zum Dr. phil. promoviert. Er beherrscht in Wort und Schrift Deutsch, Englisch, Französisch, und besitzt grundlegende bis mittlere Kenntnisse in Koreanisch, Thailändisch und Spanisch.

## Werdegang
Im Jahr 2006 wurde Croissant auf eine Professur für Politische Wissenschaft an der Ruprecht-Karls-Universität Heidelberg berufen. Dort betreut er unter anderem Bachelor-, Master- und Doktorarbeiten in Politikwissenschaften. 2008 und 2011 erhielt er Rufe an die Universität Hamburg und die Australian National University (ANU), jeweils verbunden mit Leitungsfunktionen am Asieninstitut des GIGA bzw. dem Department of Political and Social Change, die er ablehnte. Seine Lehre und Forschung konzentriert sich auf die politischen Systeme in Südostasien, Korea und Taiwan, die vergleichende Demokratisierungs- und Autokratienforschung, zivil-militärische Beziehungen, Konfliktforschung, Zivilgesellschaft und andere Themen in der vergleichenden Politikwissenschaft. Er hat mehr als 250 Artikel, Buchkapitel, Monographien und Sammelbände in Deutsch und Englisch veröffentlicht, die auch in Spanisch, Indonesisch, Koreanisch und Russisch übersetzt wurden. Er lehrte und forschte in Thailand, den Philippinen, Taiwan, den USA, Australien, Kambodscha und Südkorea. Seit 2012 ist er editor-in chief (mit Jeffrey Haynes) der Zeitschrift Democratization. Er ist Senior Nonresident Fellow am Sejong Institute (Südkorea) und Global Ewha Fellow der Ewha Womans University in Seoul. Er ist Mitglied des wissenschaftlichen Beirates des Bertelsmann Transformation Index und der Sustainable Governance Indicators, des German Institute of Global and Area Studies (GIGA), des Forschungsbeirats der Stiftung Wissenschaft und Politik sowie der international editorial boards der Zeitschriften International Studies Review, Asian Politics & Policy, Asian Education and Development Studies, Journal of Current Southeast Asian Affairs und Asian Journal of Political Science.

## Veröffentlichungen (Auswahl)
Monographien
- mit D. Kuehn: Civil-Military Relations and Democracy in the Third Wave. Oxford University Press, 2023
- Comparative Politics of Southeast Asia. An Introduction. Second, updated and extended edition. Cham: Springer, 2022. DOI:10.1007/978-3-031-05114-2.
- Politische Systeme in Südostasien. Ein Einführung. Zweite, aktualisierte und erweiterte Ausgabe. Wiesbaden: Springer VS, 2022.
- Civil-Military Relations in Southeast Asia. Cambridge University Press, 2018
- mit P. Lorenz: Comparative Politics of Southeast Asia. An Introduction into Government and Politics. Cham: Springer, 2018
- Electoral Politics in Cambodia: Historical trajectories, current challenges, and comparative perspectives, Singapore: ISEAS - Yusof Ishak Institute, 2016.
- Politische Systeme in Südostasien. Eine Einführung (Southeast Asian Politics. An Introduction), Wiesbaden: VS Verlag, 2015
- mit  D. Kuehn, P. Lorenz und P. W. Chambers: Civilian Control and Democracy in Asia, Basingstoke/New York: Palgrave, 2013
- mit D. Kuehn und P. Lorenz: Breaking with the Past? Civil-Military Relations in the Emerging Democracies of East Asia. East West Center Policy Series Paper No. 63, Honolulu: East West Center, 2012
- mit D. Kuehn: Militär und zivile Politik (Military in Politics), München: Oldenburg Verlag, 2011
- mit U. Wagschal, C. Trinn und N. Schwank: Kultur und Konflikt in globaler Perspektive. Die kulturellen Dimensionen des Konfliktgeschehens 1945-2007, Gütersloh: Verlag Bertelsmann-Stiftung, 2009.
- mit U. Wagschal, C. Trinn und N. Schwank: Kulturelle Konflikte seit 1945. Die kulturelle Dimension des globalen Konfliktgeschehens, Baden-Baden: Nomos, 2009.
- mit W. Merkel, H.-J. Puhle und P. Thiery: Defekte Demokratie, Band 2. Regionalanalysen (Defective Democracy, volume 2: regional analyses) Wiesbaden: VS Verlag für Sozialwissenschaften, 2006
- mit W. Merkel, H.-J. Puhle, C. Eicher und P. Thiery: Defekte Demokratie, Band 1: Theorie, 20003.
- Von der Transition zur defekten Demokratie: Demokratische Entwicklung in den Philippinen, Südkorea und Thailand, Wiesbaden: Westdeutscher Verlag, 2002
- Politischer Systemwechsel in Südkorea, 1985-1997 (Political Change in South Korea, 1985-1997). Hamburg: IfA, 1998

Herausgeberschaften
- mit O. Hellmann: Democracy, State Capacity and the Governance of COVID-19 in Asia-Oceania. New York and London: Routledge, 2023.
- mit J. Haynes: Democratic Regressions in Asia. London and New York: Routledge, 2022.
- Ressourcen. Heidelberg: Heidelberg University Press, 2021
- mit J. Haynes: Democratic Regressions in Asia. Special Issue of Democratization, 28(1), 2021
- mit O. Hellmann: Stateness and Democracy in East Asia. New York: Cambridge University Press, 2020. Paperback edition published in 2022.
- mit P. Walkenhorst: Social Cohesion in Asia – Historical origins, contemporary shapes, and future dynamics. London and New York: Routledge, 2020. Paperpack edition published in 2022.
- mit T. C. Bruneau: Civil-Military Relations: Control and Effectiveness Across Regimes. Boulder: Lynne Rienner, 2019.
- mit O. Hellmann: “State Capacity and the Survival of Electoral Authoritarianism”, Special Issue International Political Science Review, 38(1), 2018.
- mit D. Kuehn: Reforming Civil-Military Relations in New Democracies. Democratic Control and Military Effectiveness in Comparative Perspectives. Heidelberg: Springer, 2017.
- mit S. Kneip und A. Petring: Demokratie, Diktatur und Gerechtigkeit. Festschrift für Wolfgang Merkel. Wiesbaden: Springer VS, 2017
- mit Jale Tosun: “The Global Diffusion of Policy Innovations: Democracies and Autocracies Compared”. Special Section Global Policy, 7(4), 2016
- mit H. Albrecht und F. H. Lawson: Military Engagement in Mobilizing Societies: Armies and the Arab Spring. Philadelphia: University of Pennsylvania Press, 2016.
- mit S. Kailitz, P. Köllner und S. Wurster: Comparing autocracies in the early Twenty-first Century. Vol. 1: Unpacking Autocracies: Explaining Similarity and Difference, London: Routledge, 2014
- mit S. Kailitz, P. Köllner und S. Wurster: Comparing autocracies in the early Twenty-first Century. Vol. 2: The Performance and Persistence of Autocracies, London: Routledge, 2014.
- mit J. Haynes: Twenty Years of Studying Democratization: Perspectives on Democratic Transformations and Democracy, vol. 1, London: Routledge, 2014
- mit J. Haynes: Twenty Years of Studying Democratization: Perspectives on Democratic Transformations and Democracy, vol. 2, London: Routledge, 2014
- mit J. Haynes: Twenty Years of Studying Democratization: Perspectives on Democratic Transformations and Democracy, vol. 3, London: Routledge, 2014.
- mit S. Wurster: Persistence and Performance of Autocracies. Special Issue of Contemporary Politics, 19(1), 2013.
- mit D. Kuehn: Civil-military Relations in Democratizing Asia – Structure, Agency and the Struggle for Civilian Control, Special Issue of Asian Journal of Political Science, 19(3), 2011.
- mit D. Kuehn: Symposium on “New Conceptual, Theoretical and Methodological Perspectives on Civil-Military Relations”, European Political Science, 13(3), 2011.
- mit M. Bünte: The Crisis of Democratic Governance in Southeast Asia, Basingstoke/New York: Palgrave, 2011.
- mit P. W. Chambers: Democracy under Stress. Civil-military relations in South and Southeast Asia, Bangkok: ISIS, 2010
- mit B. Martin: Between Consolidation and Crisis. Elections and Democracy in Five Nations in Southeast Asia, Münster: LIT Verlag, 2006.
- mit S. Kneip und B. Martin: The Politics of Death. Political Violence in Southeast Asia, Münster: LIT Verlag, 2006.
- mit W. Merkel: Consolidated or Defective Democracy? Special Issue of Democratization, 11(5), 2004.
- mit G. Erdmann und F. W. Rüb: Wohlfahrtsstaatliche Politik in jungen Demokratien, Wiesbaden: VS Verlag, 2004.
- mit P. Bendel und F. W. Rüb: Demokratie und Staatlichkeit. Systemwechsel zwischen Staatsreform und Staatskollaps, Opladen: Leske+Budrich, 2003.
- mit G. Bruns und M. John: Electoral Politics in Southeast and East Asia, Singapore: Friedrich Ebert Foundation, 2002. Reprint in Indonesian: Politik Pemilu di Asia Tenggara dan Asia Timur, Jakarta: FES, 2003.
- mit P. Bendel und F. W. Rüb: Zwischen Demokratie und Diktatur. Zur Konzeption und Empirie demokratischer Grauzonen, Opladen: Leske+Budrich, 2002.

Artikel  (Auswahl)
- Croissant, A., and L. Pelke. “Measuring Policy Performance, Democracy and Governance Capacities: A conceptual and methodological assessment of the Sustainable Governance Indicators.” European Policy Analysis, 2022. doi:10.1002/epa2.1141
- Pelke, L. and A. Croissant, “Conceptualizing and Measuring Autocratization Episodes”. Swiss Political Science Review, 27(2), 2021, 434-448, doi:10.1111/spsr.12437.
- Croissant, A., and J. Haynes. “Democratic Regression in Asia: Introduction”. Democratization, 2021, doi:10.1080/13510347.2020.1851203
- Croissant, A. „Cambodia in 2018. Requiem for multiparty politics“, Asian Survey 59(1), 2019, 170-176.
- Pelke, L. and A. Croissant. “Autokratische Redistribution - Institutionen, Legitimation und die Umverteilung von Einkommen in Nicht-Demokratien” (Autocratic Redistribution – Institutions, legitimation and income redistribution in non-democracies), Zeitschrift für Vergleichende Politikwissenschaft, 12(3), 2018, 509-538
- Croissant, A. and O. Hellmann. “Introduction: State Capacity and Elections in the Study of Authoritarian Regimes”, International Political Science Review, 38(1), 2018, 1-15.
- Croissant, A. “Cambodia in 2017”. Descending into Dictatorship?. Asian Survey, Vol. 58 No. 1, January/February 2018; (pp. 194-200) doi:10.1525/as.2018.58.1.194
- Croissant, A., D. Kuehn and T. Eschenauer. “ The “Dictator’s Endgame”: Explaining Military Behavior in Nonviolent Anti-Incumbent Mass Protests”. Democracy and Security, 2018, doi:10.1080/17419166.2017.1423471
- Croissant, A., T. Eschenauer and J. Kamerling. “Militaries’ Roles in Political Regimes: Introducing the PRM Data Set”. European Political Science, 16(3), 2017, 400-414. DOI:10.1057/s41304-016-0083-6.
- Kuehn, D., A. Croissant, J. Kamerling, H. Lueders and A. Strecker „Conditions of civilian control in new democracies: an empirical analysis of 28 ‘third wave’ democracies“, European Political Science Review, 9(3), 2017, 425-448.
- Croissant, A. „Demokratische Transformation seit 1989: Der „Fall Ostdeutschland“ aus Perspektive der politikwissenschaftlich-vergleichenden Transformations-forschung“. Zeitschrift für Politikwissenschaft (ZPol), 25(3), 2015, 367-377.
- Lueders, H. and A. Croissant, Eine Antwort auf die Replik von Kailitz und Tanneberg zu unserem Beitrag „Wahlen, Strategien autokratischer Herrschaftssicherung und das Überleben autokratischer Regierungen“, Zeitschrift für Vergleichende Politikwissenschaft, 9 (2), 2015, 3-13.
- Croissant, A., “Ways of Constitution-Making in Southeast Asia: Actors, Interests, Dynamics”, Contemporary Southeast Asia, 36(1), 2014, 23-50.
- Lueders, H. and A. Croissant, „Wahlen, Strategien autokratischer Herrschaftssicherung und das Überleben autokratischer Regierungen“, Zeitschrift für Vergleichende Politikwissenschaft 8 (3-4), 2014, 329-355.
- Croissant, A. and J. Kamerling, “Why Do Military Regimes Institutionalize? Constitution-making and Elections as Political Survival Strategy in Myanmar”, Asian Journal of Political Science, 21(2), 2013, 105-125.
- Croissant, A. and S. Wurster, “Performance and Persistence of Autocracies in Comparison: Introducing Issues and Perspectives”, Contemporary Politics, 19(1), 2013, 1-18.
- Croissant, A., „Coups and Post-coup Politics in Southeast Asia and the Pacific – Conceptual and Comparative Perspectives“, Australian Journal of International Affairs, 67(3), 2013, 264-280.
- Croissant, A. and P. Völkel, “Party System Types and Party System Institutionalization. Comparing New Democracies in East and Southeast Asia”, Party Politics, 18(2), 2012, 235-262.
- Croissant, A. and D. Kuehn, “New Perspectives on Civil-Military Relations”, European Political Science (10), 2011, 131-136.
- Giersdorf, S. and A. Croissant, “Civil Society and Competitive Authoritarianism in Malaysia”, Journal of Civil Society, 7(1), 2011, 1-21.
- Aurel Croissant, David Kuehn, Paul W. Chambers, Siegfried O. Wolf: Beyond the Fallacy of Coup-ism: Conceptualizing Civilian Control of the Military in Emerging Democracie, Democratization, 2010.
- mit Daniel Barlow: Terrorist Financing and Government Responses in Southeast Asia, in: Harold Trinkunas and Jeanne Giraldo, eds., Terrorist Financing and Government Responses (Stanford: Stanford University Press, forthcoming).
- Aurel Croissant und David Kuehn: Patterns of Civilian Control of the Military in East Asia's New Democracies. In: Journal of East Asian Studies. Band 9, Nr. 2, 2009, S. 187–218.
- The Perils and Promises of Democratization through United Nations Transitional Authority – Lessons from Cambodia and East Timor. In: Democratization. Band 15, Nr. 3, 2008, S. 649–668.
- Unrest in South Thailand: Contours, Causes and Consequences of Post–2001 Violence, Contemporary Southeast Asia, vol. 27, no. 1 (2005).
- mit Dan Pojar: The Parliamentary Elections in Thailand, Februar 2005, Electoral Studies 25 (2006), 184–191.
- Muslim Insurgency, Political Violence and Democracy in Thailand, Terrorism and Political Violence, vol. 19, no. 1, Januar 2007.
- mit Daniel Barlow: Following the Money Trail: Terrorist Financing and Government Responses in Southeast Asia, Studies in Conflict and Terrorism, vol. 29, no. 8, Dezember 2006.
- From Transition to Defective Democracy? Mapping Asian Democratization, in: Wolfgang Merkel and Aurel Croissant, eds. Consolidated or defective democracies? Problems of Regime Change, Special Issue of Democratization vol. 11, no. 5 (Dezember 2004), 156–179.
- mit Wolfgang Merkel: Introduction, in: Aurel Croissant und Wolfgang Merkel, eds., Consolidated or defective democracies? Problems of Regime Change, Special Issue of Democratization vol. 11, no. 5 (Dezember 2004), 1–10.
- mit Wolfgang Merkel: Conclusion: Good and Defective Democracies, in: Aurel Croissant and Wolfgang Merkel eds., Consolidated or defective democracies? Problems of Regime Change, Special Issue of Democratization vol. 11, no. 5 (Dezember 2004), 199–214.
- Changing Welfare Regimes in East and Southeast Asia, in: Social Policy & Administration, vol. 38, no. 5 (Oktober 2004), 504–524.
- Riding the Tiger. Civil Control and the Military in Democratizing Korea, in: Armed Forces and Society, Volume 30, No. 3 (Fall 2004), 357–381.
- Legislative Powers, Veto Players, and the Emergence of Delegative Democracy. A Comparison of Presidentialism in the Philippines and Korea, in: Democratization, Vol. 10, No. 3 (Juni 2003), 68–99.
- mit Jörn Dosch: Election Note: Thailand's first votes to the Senate and House of Representatives under the 1997 Constitution, in: Electoral Studies, Vol. 22 (Summer 2003), 153–160.
- Majoritarian and Consensual Democracy, Electoral Systems and Democratic Consolidation in Asia, in: Asian Perspective, Vol. 26, No. 2 (Summer 2002), 5―39.